# Mark Hapka
Mark Hapka (Buffalo, 29 maggio 1982) è un attore statunitense.
È conosciuto per il ruolo di Zach (uno spirito) nella serie Ghost Wisperer e per il ruolo di Nathan Horton nella serie Il tempo della nostra vita.

## Biografia
Hapka è nato il 29 maggio del 1982 a Buffalo, New York. I suoi genitori (Robert and Debbie Hapka) si sono separati e ora entrambi sono risposati con un altro.
Quando aveva circa undici anni, la sua famiglia si trasferisce in un'altra città dello stato di New York. Egli è un laureato in una Accademia. Dopo la laurea Hapka ha poi continuato a studiare educazione musicale presso New York. Nel 2005, Hapka si trasferisce a Los Angeles, California e continua gli studi.

## Carriera
Hapka avuto il suo primo ruolo in Good Time Max, ma meglio conosciuto per l'interpretazione di uno spirito:  'Zach' nel 2007 e nel 2008 nella serie televisiva Ghost Whisperer.
In seguito, è apparso in una serie televisiva greca e ha avuto un ruolo minore nel Il tempo della nostra vita
come un vecchio Johnny DiMera. Nel 2009, è apparso in alcuni film, ma ha avuto soprattutto un ruolo nella serie televisiva Hannah Montana ed è apparso anche su Cold Case
Nel giugno del 2009, Hapka tornò a il Tempo della nostra vita , quando è stato lanciato nel ruolo di Nathan Horton . Hapka ha ruoli da protagonista nei film di prossima uscita The McKay Progetto Danny , dove ritrae il titolo di personaggio Danny McKay, e Beyond the Mat.

## Filmografia
- Good Time Max (2007)
- Current TV (2007)
- Ghost Whisperer (2007–2008), 2 episodi: The Gathering, Deadbeat Dads
- Ghost Whisperer: The Other Side (16 episodi, 2007–2008)
- Days of Our Lives (2 episodi, 2007–2008)
- Real Fiction (2008)
- Private High Musical (2008)
- Greek - La confraternita (Greek) (2008), episodio: A Tale of Two Parties
- The Danny McKay Project (2009)
- Midgets Vs. Mascots (2009)
- Cold Case (2009), episodio: Jackals
- Hannah Montana (5 episodi, 2009)
- Second Sight (2009)
- Days of Our Lives (2009–2011)
- Beyond the Mat - The Movie (2011)
- 23 Blast (2013)
- Altergeist (2014)
- Deadly Revenge (2014)
- Parallels (2015)